# Vrångö
Vrångö es la isla habitada más meridional del archipiélago de Gotemburgo del sur, y también es una localidad situada en el municipio de Gotemburgo, condado de Västra Götaland, al sur de Suecia. En el censo de 2010 había un total de 364 habitantes. Hay una lanea de Ferry que une Vrångö con Gotemburgo, sale desde Saltholmen, un puerto deportivo al sur de la ciudad.